# John Woodvine
John Woodvine (South Shields, 21 luglio 1929) è un attore britannico, apparso in oltre 70 produzioni teatrali, nonché un numero simile di ruoli televisivi e film.

## Biografia
Woodvine nacque a South Shields, nella contea di Durham, in Inghilterra, figlio di Rose Kelly e John Woodvine. Fu educato alla Lord Williams's School, Thame, Oxfordshire. Lavorò con la compagnia dell'Old Vic nel 1950 ed ebbe una lunga carriera con la Royal Shakespeare Company, figurando - fra le molte produzioni - al fianco di Ian McKellen e Judi Dench in un'acclamata rappresentazione del Macbeth nel 1976 e in The Life and Adventures of Nicholas Nickleby nel 1980.
Tra i film da lui interpretati, da ricordare Un lupo mannaro americano a Londra (1981), nel ruolo che riprese successivamente in un adattamento radiofonico del film per la BBC Radio One. Inoltre apparve nel film Gli anni dell'avventura di Richard Attenborough, candidato all'Oscar 1972. John Woodvine è sposato dal 1996 con l'attrice Lynn Farleigh. È stato precedentemente sposato con Hazel Wright, da cui ha avuto una figlia, Mary, divenuta anche lei attrice.

## Filmografia parziale

### Cinema
- La ragazza con il bastone (The Walking Stick), regia di Eric Till (1970)
- I diavoli (The Devils), regia di Ken Russell (1971)
- Gli anni dell'avventura (Young Winston), regia di Richard Attenborough (1972)
- Un lupo mannaro americano a Londra (An American Werewolf in London), regia di John Landis (1981)
- Spaghetti House, regia di Giulio Paradisi (1982)
- Cime tempestose (Wuthering Heights), regia di Peter Kosminsky (1992)
- Persuasione (Persuasion), regia di Roger Michell (1995)
- La fiera della vanità (Vanity Fair), regia di Mira Nair (2004)
- Miss Potter, regia di Chris Noonan (2006)
- Ladri di cadaveri - Burke & Hare (Burke & Hare), regia di John Landis (2010)

### Televisione
- Delitto di stato (Fatherland), regia di Christopher Menaul – film TV (1994)
- Coronation Street – soap opera, 7 puntate (1965-2010)
- L'ispettore Barnaby (Midsomer Murders) – serie TV, episodi 4x02-14x04 (2001-2011)
- The Crown – serie TV, 4 episodi (2016)

## Doppiatori italiani
Nelle versioni in italiano delle opere in cui ha recitato, John Woodvine è stato doppiato da:
- Sergio Rossi in Un lupo mannaro americano a Londra
- Mario Feliciani in Spaghetti House
- Giulio Platone in Delitto di stato
- Bruno Alessandro in Assassinio allo specchio